# Lövö, Kimitoön
Lövö är en ö i Finland.   Den ligger i kommunen Kimitoön i den ekonomiska regionen  Åboland  och landskapet Egentliga Finland, i den södra delen av landet, 140 km väster om huvudstaden Helsingfors. Öns östra del är Falkön.
Vägen från Kimitoön går över Lövöbron till Lövö, och fortsätter till Kasnäs på Kaxskäla.